# Shortlanesend
Shortlanesend – wieś w Anglii, w Kornwalii. Leży 38 km na północny wschód od miasta Penzance i 373 km na zachód od Londynu. W pobliżu wsi znajduje się osada Allet.